# Dispositivo gerador de fala

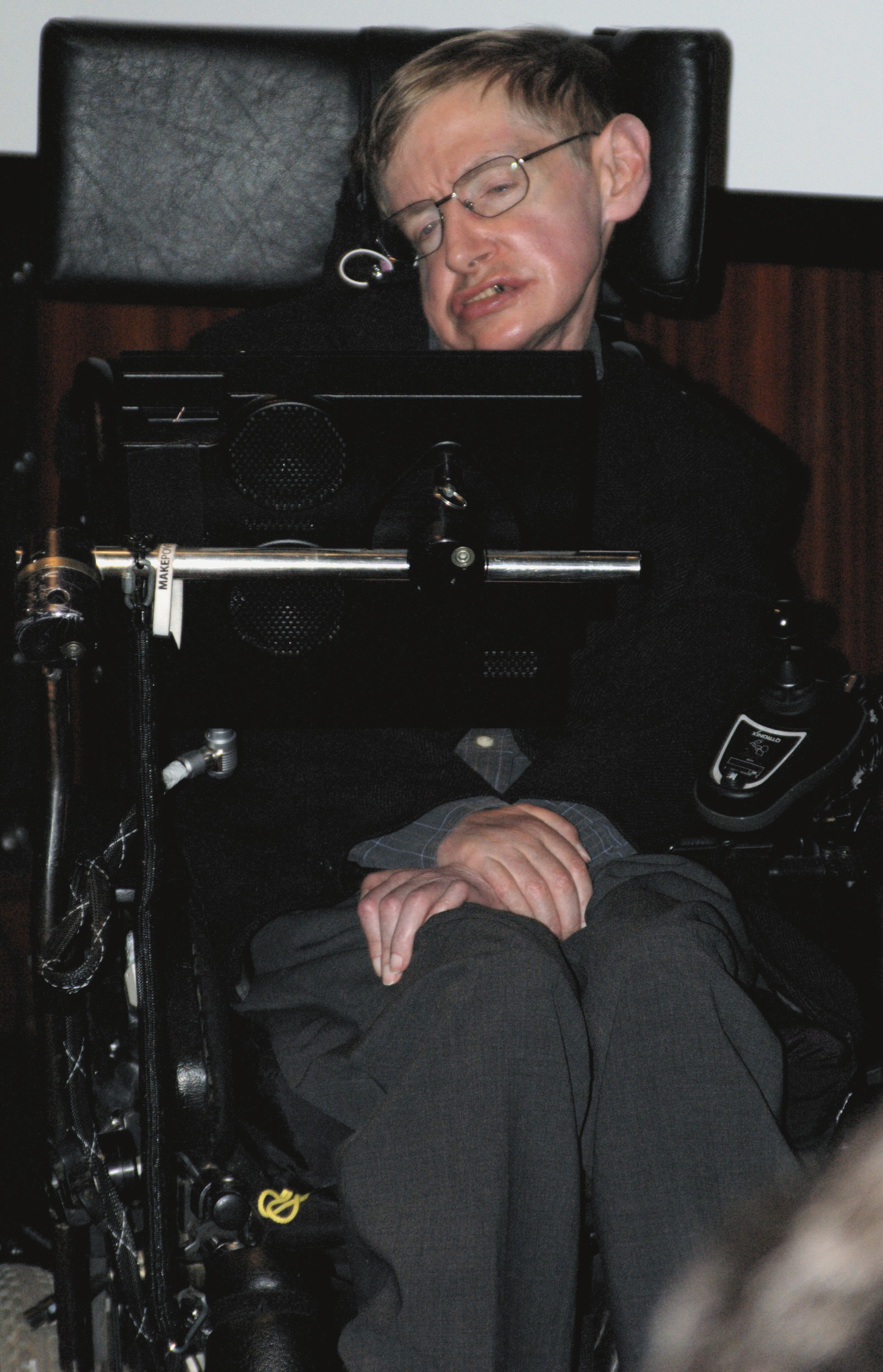
Stephen Hawking (1942–2018), astrofísico britânico e usuário proeminente de um dispositivo gerador de fala

Um dispositivo gerador de fala (DGF) é um tipo de comunicação alternativa e aumentativa que consiste em qualquer dispositivo eletrônico que gera uma voz sintetizada ou gravada. É útil principalmente para portadores de esclerose lateral amiotrófica, embora também possa ser usado para crianças autistas.